# Gangsta Bitch Music, Vol. 1
Gangsta Bitch Music, Vol. 1 — дебютный микстейп американской хип-хоп исполнительницы Карди Би. Был выпущен 7 марта 2016 года на лейбле KSR.

## Скандал с обложкой
Модель Кевин Брофи никогда не встречался с Карди, но обнаружил себя на обложке первой части ее микстейпа в весьма откровенной позе. Брофи узнал о фотографии от друга, который очень удивился, что у парня с обложки такие же татуировки, как у Кевина. По информации TMZ, Брофи подал судебный иск к  певице для возмещения морального ущерба на сумму 5 миллионов долларов.

## Список композиций
| №   | Название                                      | Длительность |
| --- | --------------------------------------------- | ------------ |
| 1.  | «Intro (Skit)» (featuring The Breakfast Club) | 0:56         |
| 2.  | «Trust Issues»                                | 2:24         |
| 3.  | «On Fleek»                                    | 2:46         |
| 4.  | «Washpoppin»                                  | 3:20         |
| 5.  | «Her Perspective (Skit)»                      | 1:30         |
| 6.  | «Selfish» (featuring Josh X)                  | 3:12         |
| 7.  | «I Gotta Hurt You»                            | 4:11         |
| 8.  | «Foreva»                                      | 3:22         |
| 9.  | «Trick (Skit)» (featuring Haitian V)          | 2:07         |
| 10. | «Trick»                                       | 2:52         |
| 11. | «Lit Thot»                                    | 3:01         |
| 12. | «Sauce Boyz»                                  | 2:53         |
| 13. | «Outro (Skit)» (featuring Lisa Evers)         | 0:36         |

## Чарты
| Чарт (2017)               | Пиковая позиция |
| ------------------------- | --------------- |
| US Top R&B/Hip-Hop Albums | 30              |
| US Top Rap Albums         | 20              |
| US Independent Albums     | 27              |